# Mesterholdenes Europa Cup i håndbold 1987-88 (mænd)
Mesterholdenes Europa Cup i håndbold 1987–88 for mænd var den 28. udgave af Mesterholdenes Europa Cup i håndbold for mænd. Turneringen havde deltagelse af 29. klubhold, som sæsonen forinden var blevet nationale mestre. Turneringen blev afviklet som en cupturnering, hvor opgørene blev afgjort over to kampe (ude og hjemme).
Turneringen blev vundet af CSKA Moskva fra Sovjetunionen, som i finalen over to kampe besejrede TUSEM Essen fra Vesttyskland. Det samlede resultat af de to kampe blev 36-36, men det sovjetiske hold vandt på grund af flest scorede mål på udebane. Det var første gang, at CSKA Moskva vandt Mesterholdenes Europa Cup, men holdet havde fem år tidligere været i finalen.
Danmarks repræsentant i turneringen var Kolding IF, som blev slået ud i ottendedelsfinalen af Víkingur fra Island, som vandt med 44-37 over to kampe.

## Resultater

### 1/16-finaler
| Dato   | Dato   | Hjemmehold i 1. kamp   | Udehold i 1. kamp     | Resultat | Resultat | Resultat |
| 1.kamp | 2.kamp | Hjemmehold i 1. kamp   | Udehold i 1. kamp     | Samlet   | 1.kamp   | 2.kamp   |
| ------ | ------ | ---------------------- | --------------------- | -------- | -------- | -------- |
| ?      | ?      | VÁÉV Bramac            | Maccabi Rishon LeZion | ?–?      | 32-24    | ?-?      |
| 2.10.  | 4.10.  | Víkingur               | Liverpool HC          | 67–22    | 29-13    | 38-90    |
| ?      | ?      | Stavangers IF          | Kolding IF            | 33–50    | 16-25    | 17-25    |
| 4.10.  | ?      | Ortiga Siracusa        | Bankasi Ankara        | ?–?      | ?-?      | 19-28    |
| 27.9.  | 4.10.  | ATSE Waagner Biro Graz | Dukla Praha           | 28–54    | 15-29    | 13-25    |
| 26.9.  | ?      | ZMC Amicitia Zürich    | Académico BC          | 42–36    | 26-14    | 16-22    |
| 2.10.  | ?      | IKN Larnacas           | AS Ionikos            | ?–?      | ?-?      | ?-?      |
| 26.9.  | ?      | HV Sittardia           | Sporting Neerpelt     | 29–38    | 19-20    | 10-18    |
| 4.10.  | 10.10. | USM Gagny              | Elgorriaga Bidasoa    | 35–40    | 21-21    | 14-19    |
| 3.10.  | ?      | Redbergslids IK        | BK-46                 | 62–42    | 30-21    | 32-21    |
| 26.9.  | ?      | Steaua Bucuresti       | CSKA Sofia            | 48–43    | 26-22    | 22-21    |
| 10.10. | 17.10. | Fola Esch              | SC Empor Rostock      | 22–59    | 11-29    | 11-30    |
| ?      | ?      | Vestmanna ÍF           | TUSEM Essen           | ?–?      | ?-?      | ?-?      |

### 1/8-finaler
| Dato   | Dato   | Hjemmehold i 1. kamp | Udehold i 1. kamp | Resultat | Resultat | Resultat |
| 1.kamp | 2.kamp | Hjemmehold i 1. kamp | Udehold i 1. kamp | Samlet   | 1.kamp   | 2.kamp   |
| ------ | ------ | -------------------- | ----------------- | -------- | -------- | -------- |
| ?      | ?      | CSKA Moskva          | VÁÉV Bramac       | 46–36    | 24-14    | 22-22    |
| 1.11.  | ?      | Víkingur             | Kolding IF        | 44–37    | 19-16    | 25-21    |
| 2.11.  | ?      | Bankasi Ankara       | RK Metaloplastika | 44–65    | 25-28    | 19-27    |
| 2.11.  | ?      | ZMC Amicitia Zürich  | Dukla Praha       | 37–39    | 21-19    | 16-20    |
| 7.11.  | ?      | GKS Wybrzeże         | IKN Larnacas      | ?–?      | 30-15    | ?-?      |
| 1.11.  | 8.11.  | Elgorriaga Bidasoa   | Sporting Neerpelt | 33–31    | 15-14    | 18-17    |
| ?      | ?      | Steaua Bucuresti     | Redbergslids IK   | 53–51    | 28-21    | 25-30    |
| 2.11.  | 9.11.  | SC Empor Rostock     | TUSEM Essen       | 38–40    | 22-19    | 16-21    |

### Kvartfinaler
| Dato   | Dato   | Hjemmehold i 1. kamp | Udehold i 1. kamp  | Resultat | Resultat | Resultat |
| 1.kamp | 2.kamp | Hjemmehold i 1. kamp | Udehold i 1. kamp  | Samlet   | 1.kamp   | 2.kamp   |
| ------ | ------ | -------------------- | ------------------ | -------- | -------- | -------- |
| 23.2.  | 28.2.  | Víkingur             | CSKA Moskva        | 39–49    | 19-24    | 20-25    |
| ?      | ?      | RK Metaloplastika    | Dukla Praha        | 51–44    | 25-22    | 26-22    |
| 21.2.  | ?      | GKS Wybrzeże         | Elgorriaga Bidasoa | 33–38    | 19-19    | 14-19    |
| ?      | ?      | TUSEM Essen          | Steaua Bucuresti   | 40–35    | 16-11    | 24-24    |

### Semifinaler
| Dato   | Dato   | Hjemmehold i 1. kamp | Udehold i 1. kamp  | Resultat | Resultat | Resultat |
| 1.kamp | 2.kamp | Hjemmehold i 1. kamp | Udehold i 1. kamp  | Samlet   | 1.kamp   | 2.kamp   |
| ------ | ------ | -------------------- | ------------------ | -------- | -------- | -------- |
| 4.4    | ?      | RK Metaloplastika    | CSKA Moskva        | 40–40    | 24-24    | 16-16    |
| 4.4.   | 10.4.  | TUSEM Essen          | Elgorriaga Bidasoa | 34–26    | 22-70    | 12-19    |

### Finale
| Dato   | Dato   | Hjemmehold i 1. kamp | Udehold i 1. kamp | Resultat | Resultat | Resultat |
| 1.kamp | 2.kamp | Hjemmehold i 1. kamp | Udehold i 1. kamp | Samlet   | 1.kamp   | 2.kamp   |
| ------ | ------ | -------------------- | ----------------- | -------- | -------- | -------- |
| 16.5.  | 23.5.  | CSKA Moskva          | TUSEM Essen       | 36–36    | 18-15    | 18-21    |